# شوهی یاناگیزاکی
شوهی یاناگیزاکی (انگلیسی: Shohei Yanagizaki؛ زادهٔ ۱۱ ژوئن ۱۹۸۴) بازیکن فوتبال اهل ژاپن است.